# De stad
De stad is een sciencefictionverhaal geschreven door de Amerikaan Ray Bradbury in 1950. The city was eerder onder de titel The purpose verschenen in het blad Startling stories. Het werd later opgenomen in de verzameling The illustrated man. In het Nederlandse taalgebied verscheen het in de bundel De geïllustreerde man bij Born NV Uitgeversmaatschappij in de serie Born SF (1976). 

## Het verhaal
Het verhaal speelt zich 20.000 jaar in de toekomst af. De mensheid heeft het heelal verkend en in dat kader ook de planeet Taollan bezocht. De plaatselijke bevolking aldaar werd tot slavernij gedwongen en weggevoerd. Echter, een deel van de bevolking moest achterblijven, want zij waren inmiddels besmet geraakt met de door de mensheid geïmporteerde lepra. Deze bevolking werd aan haar lot overgelaten en stierf langzaam uit. De niet nader genoemde, bijna geheel voor zichzelf zorgende stad werd aan haar lot overgelaten. Er was niemand meer om voor te zorgen en bescherming te bieden. 
De stad zon 20.000 jaar lang op wraak. Na die tijd zet er weer een mens een voet op de planeet. Het ruimtevaartuig bracht een negental mensen naar de planeet, die zich van geen kwaad bewust zijn. De stad verricht eerst onderzoek of het inderdaad mensen zijn. Als het resultaat bevestigd wordt worden die negen geopereerd en gehersenspoeld. De stad stuurt de bemanning met de raket terug naar de aarde, met het idee dat het noodzakelijk is een aantal gouden bommen boven het aardoppervlak te lossen; ze zijn gevuld met ziektekiemen. 